# Konrad Burdach
Carl Ernst Konrad Burdach (født 29. maj 1859 i Königsberg, død 18. september 1936 i Berlin) var en tysk germanist. Han var sønnesøns søn af Friedrich Burdach.
Burdach blev 1887 ekstraordinær och 1894 ordentlig professor i tysk filologi i Halle. Han kaldtes 1902 af Vilhelm II til medlem af Videnskabsakademiet i Berlin, hvor han desuden virkede som universitetsprofessor. Burdach bearbejdede frem for alt det tyske skriftsprogs, den middelalderlige og nyare tyske litteraturs historie. Burdach var også meget virksom som udgiver, af blandt andre Goethe.
Blandt hans mange arbejder kan nævnes Reinmar der Alte (1880), Vom Mittelalter zur Reformation (I, 
1893), Walther von der Vogelweide (I, 1900), Satzrhythmus der deutschen Prosa (I, 1909), Renaissance, Reformation, Humanismus (1916; 2. oplag 1918), Deutsche Renaissance (1916), Die Entdeckung des Minnesangs und der deutschen Sprache (1918) och Über den Ursprung des mittelalterlichen Minnesangs, Liebesromans und Frauendienstes (samme år).